# Plagiobothrys pringlei
Plagiobothrys pringlei är en strävbladig växtart som beskrevs av Greene. Plagiobothrys pringlei ingår i släktet tiggarstavar, och familjen strävbladiga växter. Inga underarter finns listade i Catalogue of Life.